# Раннайие
Ра́ннайие (ест. Rannajõe küla) — село в Естонії, у волості Ляене-Ніґула повіту Ляенемаа.

## Населення
Чисельність населення на 31 грудня 2011 року становила 31 особу.

## Географія
Через село тече річка Раннамийза (Rannamõisa jõgi).
Через населений пункт проходить автошлях 31 (Хаапсалу — Лайкюла).

## Історія
До 21 жовтня 2017 року село входило до складу волості Мартна.